# Maximos V.
Maximos V. Vaportzis (* 26. Oktober 1897 in Sinop; † 1. Januar 1972 in der Schweiz) war von 1946 bis 1948 der 267. Patriarch von Konstantinopel.
Seine Ausbildung erhielt er zunächst am Priesterseminar auf der Prinzeninsel Chalki (Heybeliada) im Marmarameer. Im Jahre 1918 wurde er Diakon, sodann Erzdiakon und Archimandrit. Von 1930 bis 1932 war er Metropolit von Philadelphia, von 1932 bis 1946 Metropolit von Chalkedon. 1946 schließlich wurde er Patriarch von Konstantinopel (nachdem er bei der Wahl 1936 seinem Vorgänger Benjamin I. unterlegen war). Sein erzwungener Rücktritt – der offiziell mit einem Nervenleiden begründet wurde – nach nur zweijährigem Pontifikat erfolgte nach massiver politischer Druckausübung vor dem Hintergrund des Kalten Krieges. Von seinen Gegnern wurden ihm Kontakte zu griechischen Linkskreisen und zum antibritischen Widerstand auf Zypern vorgeworfen. Einflussreiche Kreise der griechischen Diaspora in den USA forcierten mit Unterstützung des Präsidenten Harry Truman die Übernahme des Ökumenischen Patriarchats durch den griechisch-orthodoxen Erzbischof von Nord- und Südamerika, Athinagoras, dem zu diesem Zweck in einem außerordentlichen Verfahren die türkische Staatsbürgerschaft verliehen wurde. Athinagoras sollte nach den Wünschen Washingtons den von der sowjetischen Diplomatie gesteuerten Machtansprüchen des Moskauer Patriarchats in der Weltorthodoxie wirksamer gegensteuern.